# 鄒若陞
鄒若陞（？—？），本籍閩縣，清朝官員。

## 生平
鄒若陞於道光26年（1846年）上任淡水廳大甲中軍守備，為台灣清治時期的地方官員，該官職主要從事大甲地區武職事務，品等不高，只為正七品以下。

## 助捐建坊
大甲貞婦林春娘因其貞節，為地方所敬，道光皇帝亦降旨准於建坊旌表；但因建材石料均購自中國大陸，而大安港小，轉運惟艱，遂發起各地官紳捐助建坊，竹塹富紳林占梅首先響應，而時任大甲中軍守備的鄒若陞，亦隨眾人捐款。
| 官衔          | 官衔                      | 官衔          |
| ------------- | ------------------------- | ------------- |
| 前任： 曾廷亮 | 淡水廳大甲守備 1846年上任 | 繼任： 陳連春 |